# Gmina Dobrovnik
Gmina Dobrovnik (słoweń.: Občina Dobrovnik) – gmina w Słowenii. W 2002 roku liczyła 1300 mieszkańców.

## Miejscowości
Miejscowości wchodzące w skład gminy Dobrovnik:
- Dobrovnik (węg.: Dobronak) – siedziba gminy,
- Strehovci (węg.: Őrszentvid),
- Žitkovci (węg.: Zsitkóc).